# The Collins Kids
Pour les articles homonymes, voir Collins.
The Collins Kids est un duo formé de Lawrencine "Lorrie" Collins (en) (née le 7 mai 1942) et de son frère Lawrence "Larry" Collins (né le 4 octobre 1944).  Ce groupe de rockabilly s’illustrait en particulier par l’âge de ses deux membres, qui avaient à peine 14 et 12 ans lorsqu’ils se produisirent à la télévision pour la première fois.
Ils écrivirent eux-mêmes plusieurs chansons qui deviendront des hits dans les années 1950, dont Hop, Skip and Jump, Beetle Bug Bop and Hoy Hoy.
Virtuose précoce à la guitare, Larry était particulièrement reconnaissable à sa guitare Mosrite double manche, comme son idole Joe Maphis (en), et par sa chorégraphie spectaculaire pendant les chansons, y compris pendant ses solos. Les Collins Kids ont participé régulièrement à l’émission de radio Town Hall Party à partir de 1954, puis à sa version télévisée, Ranch Party, de 1957 à 1959.
Les Collins Kids ont continué à se produire ensemble jusqu’au milieu des années 1960, notamment dans l’émission canadienne Star Route ou en septembre 1965 dans l’émission d’ABC Shindig!.  Après avoir mené l’essentiel de leur carrière en solo, ils rejouent à nouveau ensemble pour un concert en Angleterre en 1993.  Ils sont ainsi apparus en janvier 2008 au Guitar Geek Festival d’Anaheim en compagnie de leur neveu Dakota Serge, les accompagnant à la contrebasse.

## Carrières en solo
Lorrie rencontra Ricky Nelson sur le plateau de l’émission Ranch Party et devint sa petite amie pendant quelques années.  Elle y interpréta même ce rôle dans la sitcom consacrée à leur famille, The Adventures of Ozzie and Harriet.
Larry a écrit plusieurs chansons qui eurent du succès, comme Delta Dawn, You're the Reason God Made Oklahoma (en) ou Tulsa Turnaround.